# Unión Aduanera Euroasiática
La unión aduanera de Belarús, Kazajistán y Rusia es una unión aduanera creada el 1 de enero de 2010, cuyo código aduanero entró en vigor el 1 de julio de 2010 para Rusia y Kazajistán, y el 6 de julio del mismo año para Rusia, Kazajistán y Belarús. Está inspirada en la Unión Aduanera de la Unión Europea.
A partir del 1 de enero de 2012 los tres países crearon el Espacio Económico Único.
En octubre de 2011 se anunció la unión de Kirguistán.

## Ucrania y la Unión aduanera
En 2012, Moscú habló de nuevo con Ucrania por la posible adhesión de Ucrania a la Unión aduanera. Pero Kiev volvió a rechazar la propuesta ya que, según el primer ministro ucraniano, Ucrania se estaba volcando en las relaciones con la Unión Europea para ser Estado miembro y entrar en su Unión Aduanera Europea. También propuso la unión "3+1" pero Rusia no estuvo de acuerdo.